# Raffaele Mirate
Raffaele Mirate (3 septembre 1815 — novembre 1895) est un ténor italien d'opéra dont la carrière s'étend des années 1830 aux années 1860. Connu pour son phrasé intelligent et son timbre puissant et brillant, il était considéré comme un interprète de premier plan de rôles de ténor dans les opéras de Giuseppe Verdi. Il a en particulier créé le rôle du Duc de Mantou lors de la première mondiale de Rigoletto de Verdi en 1851. Il était également un interprète renommé de bel canto, excellant dans les opéras de Vincenzo Bellini, Gaetano Donizetti et Gioachino Rossini.

## Biographie
Né à Naples, Mirate a été l'élève d'Alessandro Busti et du célèbre castra Girolamo Crescentini au Regio Collegio di Musica. Sa première apparition dans un opéra a lieu dans une production de l'école en 1834. Ses débuts officiels en opéra ont lieu trois ans plus tard au Teatro Nuovo de Naples dans le rôle principal de Torquato Tasso de Donizetti. De 1836 à 1839 il chante à Naples, bien qu'il ait été chanteur invité au Teatro San Cassiano de Venise dans le rôle d'Edgardo dans Lucia di Lammermoor.
En 1839 Mirate arrive au Théâtre Italien à Paris où il a un grand succès dans des opéras de Donizetti, Rossini et Bellini. Il fait sa première apparition à La Scala en 1840 dans le rôle d'Amenofi dans Mosè in Egitto de Rossini avec succès. En 1844 il est une nouvelle fois invité au Théâtre-Italien. En 1845 il est entendu au Teatro Argentina de Rome dans les rôles de Jacopo de I due Foscari et de Charles VII dans Giovanna d'Arco. Le librettiste Francesco Maria Piave, qui collaborait régulièrement avec Verdi, a assisté à ses représentations à Rome et a noté la similarité de la voix de Mirate avec celle du ténor lyrique Napoleone Moriani.
À la fin des années 1840 et au début des années 1850, Mirate chante à Venise, Gènes et Milan. En 1848 il participe à la première mondiale de Giovanna di Fiandra de Carlo Boniforti à La Scala. En 1850 il était le chanteur le mieux payé à La Fenice et c'est dans cet opéra qu'il interprète le rôle pour lequel il est le plus connu, le Duc dans Rigoletto de Verdi. Son interprétation de l'aria La donna è mobile est saluée comme le clou de première représentation de l'opéra le 11 mars 1851. Duc plus imposant que celui d'autres ténors, il interpréta le rôle plus de 190 fois dans sa carrière.
Mirate chante lors de plusieurs première à La Fenice, jouant les rôles de Don Carlo dans Elisabetta di Valois d'Antonio Buzzolla (1850), de Don Alvaro dans Fernando Cortez de Francesco Malipiero (1851) et d'Arminio dans La punizione de Giovanni Pacini (1854). Il apparait également dans plusieurs premières mondiales au Teatro di San Carlo de Naples dans les années 1850, par exemple dans le rôle d'Admetto dans Alceste de Giuseppe Staffa (en) (1852), dans le rôle titre dans Guido Colmar de Nicola De Giosa (1852), dans le rôle de Cassandro dans Statira de Saverio Mercadante (1853), dans le rôle-titre dans Guido Colmar de Ferdinando Tommasi (1855) et lors de la première de Margherita Pusterla de Giovanni Pacini (1856). En 1857 il interprète Casimiro dans la première de La sorrentina d'Emanuele Muzio au Teatro Comunale di Bologna.
En 1854 et 1855 Mirate chante avec succès à La Scala, particulièrement dans le rôle de Manrico dans Il trovatore de Verdi à l'approbation du compositeur. Il chante à Boston et New York en 1856 puis au Teatro Colón à Buenos Aires lors de la première saison de cet opéra en 1857. Il retourne à Buenos Aires en 1860, faisant aussi des apparitions à Montevideo et à Rio de Janeiro.
Il prend sa retraite en 1861, mais rechante deux ans plus tard au Teatro di San Carlo de 1863 et 1866. Il chante dans cet opéra lors de deux premières mondiales, dans les rôles de Rodrigo dans Celinda de Errico Petrella et d'Icilio dans Virginia (en) de Mercadante. Il meurt à Sorrente en 1895 à 80 ans.

## Sources
- (en) Cet article est partiellement ou en totalité issu de l’article de Wikipédia en anglais intitulé « Raffaele Mirate » (voir la liste des auteurs).